# Kabinett Davutoğlu II
Mit dem Begriff Kabinett Davutoğlu II wurde die seit dem 28. August bis zum 24. November 2015 amtierende 63. Regierung der Republik Türkei unter Ahmet Davutoğlu bezeichnet. Hierbei handelte es sich um ein Wahlkabinett, ursprünglich als Allparteienregierung geplant, da es nach der Wahl im Juni nicht möglich gewesen war, eine Regierung zu bilden, und so Neuwahlen für November des Jahres beschlossen wurden.
Die Posten innerhalb des Kabinetts sollten gemäß den Wahlergebnissen verteilt werden: 11 Posten für die AKP, 5 für die CHP und je 3 für die MHP und HDP. Die CHP lehnte alle Angebote ab, von drei MHP-Kandidaten nahm nur Tuğrul Türkeş an, was letztlich zu seinem Ausschluss aus der Partei führte. Die HDP nahm zwei der drei Posten an. Die so abgelehnten Posten wurden durch unabhängige Kandidaten, die keine Abgeordneten waren, besetzt. Am 31. August wurden die einzelnen Aufgaben der Minister bekannt gegeben. Da die Ministerien fürs Innere, für Verteidigung und für Verkehr, Schifffahrt und Kommunikation für die kommende Wahl bedeutend sind, müssen diese mit unabhängigen Kandidaten besetzt sein. Zum Teil handelt es sich bei den Unabhängigen aber um ehemalige AKP-Politiker und Minister wie z. B. Mehmet Vecdi Gönül.
Am 22. September traten die beiden Minister der HDP Ali Haydar Konca und Müslüm Doğan aus Protest gegen den Krieg in den Kurdengebieten zurück.
Nachdem die AKP durch die Neuwahl knapp 50 % der Stimmen holte, wurde das Kabinett Davutoğlu II Ende November durch das Kabinett Davutoğlu III abgelöst.

## Minister
| deutsche Amtsbezeichnung                               | türkische Amtsbezeichnung                  | Amtsinhaber            | Partei                                                   | Amtszeit                               |
| ------------------------------------------------------ | ------------------------------------------ | ---------------------- | -------------------------------------------------------- | -------------------------------------- |
| Ministerpräsident                                      | Başbakan                                   | Ahmet Davutoğlu        | AKP                                                      | 28. August 2015 – 24. November 2015    |
| Stellvertretender Ministerpräsident                    | Başbakan Yardımcısı                        | Yıldırım Tuğrul Türkeş | MHP bis 5. September 2015 Parteilos ab 5. September 2015 | 28. August 2015 – 24. November 2015    |
| Stellvertretender Ministerpräsident                    | Başbakan Yardımcısı                        | Cevdet Yılmaz          | AKP                                                      | 28. August 2015 – 24. November 2015    |
| Stellvertretender Ministerpräsident                    | Başbakan Yardımcısı                        | Yalçın Akdoğan         | AKP                                                      | 28. August 2015 – 24. November 2015    |
| Stellvertretender Ministerpräsident                    | Başbakan Yardımcısı                        | Numan Kurtulmuş        | AKP                                                      | 28. August 2015 – 24. November 2015    |
| Justizminister                                         | Adalet Bakanı                              | Kenan İpek             | Parteilos                                                | 28. August 2015 – 24. November 2015    |
| Minister für Familie und Sozialpolitik                 | Aile ve Sosyal Politikalar Bakanı          | Ayşen Gürcan           | Parteilos                                                | 28. August 2015 – 24. November 2015    |
| Minister für Europäische Union                         | Avrupa Birliği Bakanı                      | Ali Haydar Konca       | HDP                                                      | 28. August 2015 – 22. September 2015   |
| Minister für Europäische Union                         | Avrupa Birliği Bakanı                      | Beril Dedeoğlu         | Parteilos                                                | 22. September 2015 – 24. November 2015 |
| Minister für Wissenschaft, Industrie und Technologie   | Bilim, Sanayi ve Teknoloji Bakanı          | Fikri Işık             | AKP                                                      | 28. August 2015 – 24. November 2015    |
| Minister für Arbeit und Soziale Sicherheit             | Çalışma ve Sosyal Güvenlik Bakanı          | Ahmet Erdem            | Parteilos                                                | 28. August 2015 – 24. November 2015    |
| Minister für Umwelt und Stadtplanung                   | Çevre ve Şehircilik Bakanı                 | İdris Güllüce          | AKP                                                      | 28. August 2015 – 24. November 2015    |
| Minister für Auswärtige Angelegenheiten                | Dışişleri Bakanı                           | Feridun Sinirlioğlu    | Parteilos                                                | 28. August 2015 – 24. November 2015    |
| Wirtschaftsminister                                    | Ekonomi Bakanı                             | Nihat Zeybekçi         | AKP                                                      | 28. August 2015 – 24. November 2015    |
| Minister für Energie und Naturschätze                  | Enerji Ve Tabii Kaynaklar Bakanı           | Ali Rıza Alaboyun      | Parteilos                                                | 28. August 2015 – 24. November 2015    |
| Minister für Jugend und Sport                          | Gençlik ve Spor Bakanı                     | Akif Çağatay Kılıç     | AKP                                                      | 28. August 2015 – 24. November 2015    |
| Minister für Ernährung, Landwirtschaft und Tierhaltung | Gıda, Tarım ve Hayvancılık Bakanı          | Kutbettin Arzu         | Parteilos                                                | 28. August 2015 – 24. November 2015    |
| Minister für Zoll und Handel                           | Gümrük ve Ticaret Bakanı                   | Cenap Aşçı             | Parteilos                                                | 28. August 2015 – 24. November 2015    |
| Minister für Innere Angelegenheiten                    | İçişleri Bakanı                            | Selami Altınok         | Parteilos                                                | 28. August 2015 – 24. November 2015    |
| Minister für Entwicklung                               | Kalkınma Bakanı                            | Müslüm Doğan           | HDP                                                      | 28. August 2015 – 22. September 2015   |
| Minister für Entwicklung                               | Kalkınma Bakanı                            | Cüneyt Düzyol          | Parteilos                                                | 22. September 2015 – 24. November 2015 |
| Minister für Kultur und Tourismus                      | Kültür ve Turizm Bakanı                    | Yalçın Topçu           | Parteilos                                                | 28. August 2015 – 24. November 2015    |
| Finanzminister                                         | Maliye Bakanı                              | Mehmet Şimşek          | AKP                                                      | 28. August 2015 – 24. November 2015    |
| Minister für Nationale Bildung                         | Millî Eğitim Bakanı                        | Nabi Avcı              | AKP                                                      | 28. August 2015 – 24. November 2015    |
| Minister für Nationale Verteidigung                    | Millî Savunma Bakanı                       | Mehmet Vecdi Gönül     | Parteilos                                                | 28. August 2015 – 24. November 2015    |
| Minister für Forsten und Wasserwirtschaft              | Orman ve Su İşleri Bakanı                  | Veysel Eroğlu          | AKP                                                      | 28. August 2015 – 24. November 2015    |
| Gesundheitsminister                                    | Sağlık Bakanı                              | Mehmet Müezzinoğlu     | AKP                                                      | 28. August 2015 – 24. November 2015    |
| Minister für Verkehr, Schifffahrt und Kommunikation    | Ulaştırma, Denizcilik ve Haberleşme Bakanı | Feridun Bilgin         | Parteilos                                                | 28. August 2015 – 24. November 2015    |